# 34784 Lukelong
34784 Lukelong è un asteroide della fascia principale. Scoperto nel 2001, presenta un'orbita caratterizzata da un semiasse maggiore pari a 2,3940236 au e da un'eccentricità di 0,1469092, inclinata di 7,65728° rispetto all'eclittica.